# Richard Parke
Richard Averill Parke, noto Dick (Staten Island, 13 dicembre 1893 – Sankt Moritz, 23 agosto 1950) è stato un bobbista statunitense.

## Biografia
Studiò a Cornell e dopo visse in Europa, visitò Sankt Moritz (il luogo dove si disputarono le olimpiadi invernali a cui partecipò e dove morì) per la prima volta durante la prima guerra mondiale.
Ai II Giochi olimpici invernali (edizione disputatasi nel 1928 a Sankt Moritz in Svizzera) vinse la medaglia d'oro nel Bob a 4 con i connazionali Billy Fiske, Geoffrey Mason, Nion Tucker e Clifford Gray partecipando nella seconda squadra statunitense, superò la prima statunitense (medaglia d'argento) e la prima tedesca (medaglia di bronzo).